# 11724 Ronaldhsu
11724 Ronaldhsu este un asteroid din centura principală de asteroizi.

## Descriere
11724 Ronaldhsu este un asteroid din centura principală de asteroizi. A fost descoperit pe 21 aprilie 1998 la Socorro, New Mexico, în cadrul proiectului LINEAR. Asteroidul prezintă o orbită caracterizată de o semiaxă mare de 2,25 ua, o excentricitate de 0,09 și o înclinație de 3,3° în raport cu ecliptica.